# Leif Yttergren
Leif Yttergren, né le 24 juillet 1956 à Stockholm, en Suède, est un ancien joueur suédois de basket-ball.